# Nuit des poètes assassinés
 (octobre 2014).
La « Nuit des poètes assassinés » (en russe : Ночь казненных поэтов) désigne l'exécution, le 12 août 1952, d'intellectuels et d'écrivains juifs d'expression yiddish par l'Union soviétique. Elle est l'aboutissement de la répression des intellectuels juifs entamée par Joseph Staline après la Seconde Guerre mondiale.

## Contexte
Pendant la Seconde Guerre mondiale, à partir de 1942, des intellectuels juifs soviétiques, le plus souvent d'expression yiddish, avaient formé le Comité antifasciste juif, dont l'objectif était de diffuser de la propagande prosoviétique à des audiences étrangères et de collecter des fonds pour l'URSS auprès des Juifs du continent américain. À la fin de la guerre, le Comité antifasciste juif s'implique dans la recherche de documents sur la Shoah.
En 1945, la population juive de l'URSS reste numériquement importante (3 millions de personnes), malgré les pertes énormes causées par l'invasion allemande. Pensant pouvoir s'appuyer sur le futur État d'Israël et désirant contrecarrer les Britanniques réticents à la fondation de l'État hébreu, Staline décide dès 1947 d'apporter son soutien à la création du nouvel État. En octobre 1948, Golda Meir se rend en URSS ; elle assiste aux services de Rosh Hashana et de Yom Kippour à la grande synagogue de Moscou, où elle est acclamée aux cris de « Le peuple juif vivra ! ». Or, il se trouve qu'à ce moment le Parti communiste soviétique a entrepris la dénonciation d'une nouvelle déviation, le « cosmopolitisme ». Pour Staline, les acclamations en l'honneur de Golda Meir, alors que l'État d'Israël vient juste de naître, sont une manifestation de nationalisme qu'il faut réprimer. Cette dénonciation prend rapidement une tournure de plus en plus ouvertement antisémite. De plus, début 1949, Israël accepte un prêt américain de 100 millions de dollars : pour Staline, c'est le signe que le jeune État est prêt à se ranger dans le camp américain. Au milieu de l'année 1949, les signes de refroidissement entre Israël et l'URSS apparaissent.

## La répression des intellectuels juifs
Au même moment, après la diffusion de l'ouvrage Le Livre noir, les autorités entreprennent une répression envers les intellectuels et locuteurs de langue yiddish (Ilya Ehrenbourg, Peretz Markish et Vassili Grossman) et surtout envers le Comité antifasciste juif. Il est fait grief à ce dernier de se faire le porte-parole des Juifs soviétiques et non plus de faire de la propagande auprès des Juifs à l'extérieur de l'Union soviétique. Cette répression est la conséquence du durcissement du régime stalinien d'après-guerre et l'accent mis sur les contraintes idéologiques (un précédent avait déjà eu lieu avec Victor Alter). Sous la direction de Jdanov se développe une vaste offensive contre toute création de l'esprit dénotant les prétendues influences de l'étranger, du « formalisme » et de la « décadence occidentale ».  

### Attaques contre le Comité antifasciste juif
Le 7 janvier 1948, Solomon Mikhoels, président du Comité antifasciste juif, prend l'avion pour Minsk. Son corps est retrouvé dans une impasse de cette ville, le 13 janvier ; sa mort est déguisée en accident de voiture et Mikhoels reçoit des funérailles d'État. Selon des documents recueillis par l'historien Gennady Kostyrtchenko, les organisateurs de l'assassinat sont L.M. Tsanava et S. Ogoltsov, et les meurtriers « directs » sont Lebedev, Krouglov et Choubnikov. Khrouchtchev affirmera plus tard que Mikhoels a été assassiné sur l'ordre direct de Staline. Lev Cheinine, assistant du procureur lors des procès de Moscou, est chargé de l'enquête sur l'assassinat de Mikhoels mais il est dessaisi quelques mois plus tard de l'affaire et finit par être dénoncé pour nationalisme (il est lui aussi juif) ; il sera finalement arrêté en octobre 1951.
Dès mars 1948, le Comité est dénoncé auprès du Comité central du PC. Son enthousiasme sioniste pour le jeune État d'Israël irrite. Le Comité antifasciste juif est ensuite invité à mettre en œuvre le départ des Juifs soviétiques vers le Birobidjan, la région autonome excentrée, située en Sibérie, dans l'Extrême-orient russe, que Staline a dévolue comme région nationale pour les Juifs. Mais il est impossible de convaincre ceux-ci de s'installer dans cette province perdue. Au cours d'une réunion, en présence de Mikhaïl Souslov (secrétaire du Comité central), Solomon Losovski a déclaré s'opposer au déplacement des juifs vers Birobidjan. Peretz Markish, quant à lui, s'y oppose également dans un refus enflammé, rappelant les souffrances endurées par les Juifs pendant la guerre et déclarant : « On ne peut déplacer un peuple, l'arracher à ses racines historiquement formées avec sa terre natale, sa patrie ». 
Ce refus scelle le sort du Comité antifasciste, qui est dissous le 21 novembre 1948. Tous les journaux en yiddish sont interdits, la maison d'édition yiddish Der Emes est fermée et son matériel est confisqué ; les intellectuels juifs attendant dans l'angoisse leur arrestation. Celles-ci ne surviennent que quelques semaines plus tard. 

### Les arrestations

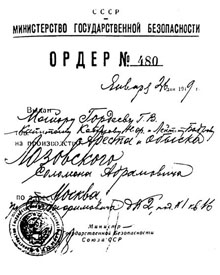
Ordre d'arrestation de Solomon Lozovski.

Le 23 décembre, Viktor Abakoumov, qui supervise la politique antijuive de Staline, se rend au Théâtre juif de Moscou pour perquisitionner les archives personnelles de Mikhoels en compagnie d'Itzik Fefer, un poète yiddish, fidèle serviteur du Parti et informateur pour le NKVD ; puis, dans la nuit du 24 au 25, Abakoumov arrête Fefer, dont il n'a plus besoin. Le lendemain le poète David Hofstein est arrêté. Le Théâtre juif est fermé avec comme motif : « non rentable ». Le 26 janvier 1949, Staline fait arrêter Solomon Lozovski, membre juif influent du Comité central et du Comité antifasciste, ainsi que les membres importants du Comité, dont les poètes Peretz Markish et David Bergelson et la médecin et biochimiste Lina Stern; dix des quinze arrêtés sont membres du Parti communiste. Toutes les arrestations sont clandestines : personne ne sait à l'époque ce que les détenus deviennent. Les condamnations à de longues peines se multiplient pour les raisons les plus mineures : même Polina Jemtchoujina, la femme juive de Molotov, est emprisonnée et perd sa place privilégiée au Politburo. Le 27 janvier, la Pravda commence à publier une série d'articles où elle dénonce des critiques de théâtre juifs pour leur incapacité à comprendre le caractère national russe. C'est le début d'une campagne antisémite déguisée en campagne contre le « cosmopolite sans racine ». La littérature yiddish est interdite le mois suivant.

### La fin des poètes yiddish: procès et exécution
Pendant leur emprisonnement, les pressions et les tortures que subissent les intellectuels juifs arrêtés les poussent à avouer tout ce dont on les accuse : espionnage au profit d'une puissance ennemie, complot pour déstabiliser le gouvernement, etc. En mai 1952, le procès des intellectuels juifs s'ouvre enfin devant le Collège militaire de la Cour suprême de l'URSS. Ils sont accusés de « la planification d'une insurrection armée visant à établir une république sioniste et bourgeoise qui aurait servi de base américaine en Crimée, ainsi que d'activités d'espionnage au profit d'États étrangers comme les États-Unis et le Japon, et de propagande antisoviétique ». Les accusés trouvent alors le courage de rejeter en bloc les accusations portées contre eux. Le gouvernement choisit donc le huis clos et garde secrètes les délibérations. Les accusés doivent faire face aux accusations les plus absurdes. Il leur est, entre autres, reproché d'avoir transmis des informations au journaliste américain de gauche B.Z. Goldberg : ils affirment avoir reçu l'accord du Kremlin et que Goldberg n'était pas un espion américain. De fait, ce dernier était un espion soviétique. 

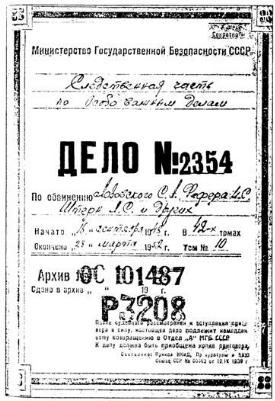
Couverture du dossier de l'enquête.

Le 12 août 1952, treize des quinze accusés, dont d'importants poètes et écrivains yiddish et tous membres du Comité juif antifasciste, sont fusillés sur ordre de Lavrenti Beria dans la prison de la Loubianka. Parmi eux : Benjamin Zuskin, Boris Shimeliovich, David Bergelson, David Hofstein, Itzik Fefer, Leib Kvitko, Peretz Markish, Solomon Losovski. Lina Stern sera la seule survivante des quinze accusés ; Solomon Bregman mourra en prison. Tous étaient des communistes fidèles qui voulaient mettre l'héritage juif au service de l'idéologie communiste. Leurs morts ne seront révélées qu'en mars 1956 lors de la déstalinisation.

## Postérité de la Nuit des poètes assassinés
L'histoire des poètes assassinés a été l'objet des plusieurs œuvres artistiques.
- En 1978 a été créée la cantate The Night of the Murdered Poets for Narrator and Chamber Ensemble, de Morris Moshe Cotel, avec l'acteur Richard Dreyfuss comme récitant et le compositeur lui-même comme chef d'orchestre.
- En 1980, Elie Wiesel remporte le prix du Livre Inter — et le Prix des Bibliothécaires l'année suivante — pour son roman Le Testament d'un poète juif assassiné, publié au Seuil.
- En 2006, Arkadi et Gueorgui Vaïner publient en France La Corde et la Pierre aux éditions Gallimard. Il s'agit d'un roman sur la persécution des écrivains yiddish par Staline; si l'ensemble du roman relate une enquête sur le meurtre de Mikhoels, chacun des poètes assassinés lors de cette nuit tragique y est évoqué comme dans un mausolée littéraire.